# Robert Beaudoin
Pour les articles homonymes, voir Beaudoin.
Robert Henri Camille Beaudouin dit Robert Beaudoin, né le 12 mai 1891 à Paris 2e et mort le 6 février 1960 à Menars près de Blois, est un réalisateur, directeur de production et technicien du son français. 

## Filmographie

### Réalisateur
- 1929 : Le Récit du capitaine, coréalisé avec Maurice Champreux
- 1929 : Asile de nuit, coréalisé avec Maurice Champreux
- 1931 : La Tragédie de la mine ("Kameradschaft" titre original en Allemagne), coréalisé avec Georg Wilhelm Pabst
- 1932 : Le Roi bis
- 1933 : Professeur Cupidon, coréalisé avec André Chemel

### Directeur de production
- 1936 : Les Deux Gamines de Maurice Champreux et René Hervil

### Technicien du son
- 1931 : Vacances de Robert Boudrioz
- 1931 : La Fin du monde de Abel Gance
- 1932 : Azaïs de René Hervil